# Hermes (Oise)
Hermes é uma comuna francesa na região administrativa de Altos da França, no departamento de Oise. Estende-se por uma área de 11,72 km². Em 2010 a comuna tinha 2 545 habitantes (densidade: 217,2 hab./km²).